# Denise Majette
Denise L. Majette, född 18 maj 1955 i New York, är en amerikansk demokratisk politiker och jurist. Hon representerade delstaten Georgias fjärde distrikt i USA:s representanthus 2003-2005.
Majette utexaminerades 1976 från Yale University. Hon avlade sedan 1979 juristexamen vid Duke University. Hon arbetade därefter som advokat och från och med 1993 som domare. Hon avgick 2002 från sin domarbefattning för att kandidera till representanthuset. Hon besegrade sittande kongressledamoten Cynthia McKinney i demokraternas primärval och republikanen Cynthia Van Auken i själva kongressvalet.
Majette kandiderade inte till omval i representanthuset i kongressvalet 1994. Hon kandiderade i stället till USA:s senat men förlorade mot republikanen Johnny Isakson med 40 % av rösterna mot 58 % för Isakson. Libertarian Partys kandidat Allen Buckley fick 2 % av rösterna. Majette efterträddes 2005 som kongressledamot av sin företrädare Cynthia McKinney.